# Listă de matematicieni
Aceasta este o listă de matematicieni din întreaga lume.

## A
- Ernest Abason (1897 - 1942), român
- Ernst Abbe (1840 —  1905), german
- Niels Henrik Abel  (1802-1830), norvegian
- Thomas Abbt (1738 - 1766), german
- Abelard din Bath (c. 1080 – c. 1152), englez
- Abraham bar Hiyya (1070 - 1136 sau 1145)
- Nicolae Abramescu  (1884 -1947), român
- Abul Wafa (940 – 997 sau 998), persan
- Wilhelm Ackermann (1896 - 1962), german
- János Aczél (n. 1924), maghiar
- John Couch Adams (1819–1892), american
- Joseph Adhemar (1797 - 1862), francez
- Adriaan van Roomen (1561 - 1615), flamand
- Franz Aepinus (1724 - 1802), german
- Maria Gaetana Agnesi (1718 - 1799), italiană
- Camillo Agrippa (secolul al XVI-lea), italian
- Naum Ahiezer (1901 - 1980), rus
- Lars Ahlfors (1907 – 1996), finlandez
- Ahmes, antichitatea egipteană
- George Biddell Airy (1801 - 1892), englez
- Ajima Naonobu (1732 – 1798), japonez
- Valeriu Alaci   (1884 - 1955), român
- Albert de Saxonia (c. 1320 – 1390), german
- Al Biruni (973 - 1048), arab
- Alcuin (c. 735 – 804), anglo-saxon
- Jacques Aleaume (1562 - 1627), francez
- Aleksandr Danilovici Aleksandrov (1912 - 1999), rus
- Jean le Rond d'Alembert (1717-1784) francez
- James Waddell Alexander II (1888 –1971), american
- Alhazen (965-1039), arab
- Al-Khazin (900 - 971) persan
- Al-Mahani (820? - 884?), arab
- Al-Nayrizi (865–922), persan
- Al-Tusi (1201 - 1274), arab
- Aurel Angelescu  (1886 - 1938), român
- Theodor Angheluță (1882 - 1964), român
- Apollonius din Perga (262 î.Hr. - 190 î.Hr.), grec
- Paul Émile Appell  (1855 - 1930), francez
- Jean Robert Argand (1768-1833), francez
- Arhimede (287 î.Hr. - 212 î.Hr.), grec

## B
- Emanoil Bacaloglu (1830 - 1891)  român
- Dan Barbilian     (1895 - 1961)  român
- Stefan Banach     (1892 - 1945)  polonez
- Isaac Barrow      (1630 - 1677)  englez
- Al-Battani (858 - 929), arab
- Eugenio Beltrami  (1835 - 1900)  italian
- Daniel Bernoulli  (1700 - 1782)  elvețian
- Jakob Bernoulli   (1654 - 1705)  elvețian
- Johan Bernoulli   (1667 - 1748)  elvețian
- Friedrich Wilhelm Bessel (1784-1846)  german
- Étienne Bézout    (1730 - 1783)  francez
- George David Birkhoff (1884-1944) american
- Wilhelm Blaschke  (1885 - 1962)   austriac
- Farkas Bolyai     (1775 - 1856)  român
- Janos Bolyai      (1802 - 1860)  român
- Bernard Bolzano   (1781 - 1848)  ceh
- George Boole      (1815 - 1864)  irlandez
- Émile Borel       (1871 - 1956)  francez
- Brahmagupta        (598 - 660)   indian
- Luitzen Egbertus Jan Brouwer (1881-1966) olandez
- Georges-Louis Leclerc de Buffon (1707-1788) francez

## C
- Georg Cantor (1845 - 1918) german
- Constantin Carathéodory  (1873 -  1950) grec
- Girolamo Cardano (1501 - 1576) italian
- Élie Cartan (1869 - 1951)    francez
- Augustin Louis Cauchy (1789 - 1857)   francez
- Bonaventura Cavalieri (1598 - 1647) italian
- Arthur Cayley (1821 - 1895)      englez
- Gheorghe Călugăreanu  (1902 -     )  român
- Pafnuti Lvovici Cebîșev (1821 - 1894) rus
- Giovanni Ceva (1647 - 1734)      italian
- Christophorus Clavius (1537 - 1612)   german
- Michel Chasles (1793 - 1880)    francez
- Nicolae Ciorănescu (1903 - 1957) român
- Gabriel Cramer (1704 - 1752)     elvețian

## D
- Germinal Pierre Dandelin  (1794-1847)   belgian
- Richard Dedekind (1831-1916)   german
- Rene Descartes  (1596-1650)   francez
- Diofante din Alexandria cca. 250 grec
- Johann Peter Gustav Lejeune Dirichlet (1805-1859) german
- Jean Gaston Darboux (1842 - 1917)  francez

## E
- Jack Edmonds canadian
- David Emmanuel  (1854 - 1941)   român
- Eratostene (276 î.Hr. - 194 î.Hr.) grec
- Euclid din Alexandria  (450 î.Hr. - 380 î.Hr.) grec
- Eudoxus din Knidos  (408 î.Hr. - 335 î.Hr.) grec
- Leonhard Euler   (1707-1783) elvețian

## F
- Pierre de Fermat (1601 - 1665)  francez
- Lodovico Ferrari (1522 - 1565)      italian
- Scipione del Ferro (1465  - 1526)   italian
- Fibonacci (c. 1170 - c. 1250)  italian
- Joseph Jean-Baptiste Fourier (1768 - 1830) francez
- Ronald Fisher (1890 - 1962)  englez
- Abraham Fraenkel  (1891 - 1965) israelian de origine germană
- Erik Ivar Fredholm  (1866 - 1927)   suedez
- Gottlob Frege  (1848 - 1925)       german
- Ferdinand Georg Frobenius  (1849 - 1917) german

## G
- Galileo Galilei  (1564 - 1642)   italian
- Evariste Galois  (1811 - 1832)   francez
- Carl Friedrich Gauss (1777 - 1855) german
- Israel Gelfand(1913-2009) sovietic și american (evreu)
- Sophie Germain   (1776 - 1831)   francez
- Mihail Ghermănescu   (1899 - 1962) român
- Alexandru Ghika  (1902 - 1964)   roman
- Edouard Goursat  (1858 - 1936)   francez
- Hermann Grassmann  (1809 - 1877) german
- Christian Goldbach   (1690 - 1764) german
- George Green     (1793 - 1841) englez
- James Gregory    (1638 - 1675)   scoțian
- Paul Guldin      (1577 - 1643) elvețian

## H
- Jacques Hadamard  (1865 - 1963)     francez
- Mendel Haimovici  (1906 - 1973)    român
- Sir William Rowan Hamilton  (1805 - 1865)  irlandez
- István Hatvani (1718 - 1786) maghiar
- Hermann Hankel  (1839 - 1874)      german
- Spiru Haret (1851-1912) român
- Al-Khwarizmi (780 - 850)  persan
- Charles Hermite  (1822 - 1901)      francez
- Heron din Alexandria  (75 d.Hr.)   grec
- Caius Iacob  (1912 -     )         român
- Ludwig Otto Hesse (1811 - 1874)    german
- David Hilbert  (1862 - 1943)       german
- Hippasos   (450 d.Hr.) grec
- Hipocrate din Chios (470 î.Hr. - 410 î.Hr.) grec
- Guillaume de l'Hôpital (1661-1704) francez
- Simon Antoine Jean L'Huilier  (1750 - 1840)    elvețian
- Christiaan Huygens  (1629 - 1695)  olandez
- Hypatia din Alexandria(350-415)

## I
- Caius Iacob (1912 - 1992) român
- Dumitru V. Ionescu  (1901 - 1985) român
- Ion Ionescu  (1870 - 1946) român

## J
- Carl Gustav Jacob Jacobi  (1804 - 1851)     german
- Camille Jordan (1838 - 1922) francez

## K
- Richard Karp (1935 - )
- Johannes Kepler     (1571 - 1630)  german
- Abu-Mahmud Khojandi (c. 940 - 1000), persan
- Al-Kindi (801-873), arab
- Felix Klein  (1849 - 1925)   german
- Andrei Nikolaevici Kolmogorov   (1903 - 1987) rus
- Sofia Kovalevskaya  (1850 - 1891)  rus
- Leopold Kronecker   (1823 - 1891)  german
- Wolfgang Krull (1899 - 1971) german
- Ernst Kummer (1810 - 1893)  german

## L
- Joseph-Louis Lagrange   (1736 - 1813)  francez
- Traian Lalescu          (1882 - 1929)  român
- Johann Heinrich Lambert (1728 - 1777)  german
- Pierre Simon de Laplace (1749 - 1827)  francez
- Emanuel Lasker         (1868 - 1941)  german
- Henri Leon Lebesgue     (1875 - 1941)  francez
- Adrien-Marie Legendre   (1752 - 1833)  francez
- Gottfried Wilhelm Leibniz       (1646 - 1716)  german
- Leonardo da Vinci       (1452 - 1519)  italian
- Tullio Levi-Civita      (1873 - 1941)  italian
- Sophus Lie              (1842 - 1899)  norvegian
- Ferdinand von Lindemann (1852 - 1939)  german
- Joseph Liouville        (1809 - 1882)  francez
- Rudolph Lipschitz       (1832 - 1903)  german
- Nicolai Ivanovici Lobacevski    (1792 - 1856)  rus
- Ramon Llull (1235-1315) spaniol

## M
- John Machin              (1685 - 1751) englez
- Colin MacLaurin          (1698 - 1746) scoțian
- Abu Nasr Mansur (960 – 1036), persan
- Gheorghe D. Marinescu    (1919 - 1987) român
- Solomon Marcus (1925 - 2016) român
- Andrei Andreevici Markov (1856 - 1892) rus
- Pierre Louis Maupertuis    (1698 - 1759) francez
- Menelau din Alexandria   (98 d.Hr.) grec
- Nicolae N. Mihăileanu                          român
- Gheorghe Mihoc           (1906 - 1981) român
- Hermann Minkowski        (1864 - 1909) rus
- August Ferdinand Möbius  (1790 - 1868) german
- Grigore Moisil           (1906 - 1973) român
- Abraham de Moivre        (1667 - 1754) francez
- Gaspard Monge            (1746 - 1818) francez
- Paul Montel              (1876 - 1975) francez
- Augustus De Morgan       (1806 - 1871) englez
- Alexandru Myller         (1879 - 1965) român

## N
- John Napier (Neper) (1550 - 1617)   scoțian
- John von Neumann    (1903 - 1957)  maghiar, de origine evreu, emigrat în S.U.A.
- Isaac Newton        (1643 - 1727)  englez
- Miron Nicolescu     (1903 - 1975)  român
- Emmy Noether (1882 - 1935)  german
- Max Noether         (1844 - 1921)  german
- Jerzy Neyman        (1884 - 1981)  american, de origine polonez, originar din Basarabia

## O
- Omar Khayyám   (1048 - 1123)  persan
- Octav Onicescu (1892 - 1983)  român
- Nicole Oresme  (1323 - 1382)  francez
- Mihail Ostrogradski (1801 - 1862) rus
- William Oughtred  (1574 - 1660)  englez

## P
- Luca Pacioli        (1445 - 1514)  italian
- Alexandru Pantazi   (1896 - 1948)  român
- Pappus din Alexandria    cca.   (300 - 350) grec
- Blaise Pascal       (1623 - 1662)  francez
- Giuseppe Peano      (1858 - 1932)  italian
- Karl Pearson        (1857 - 1936)  englez
- Egon Sharpe Pearson (1895-  1980)  englez
- Émile Picard        (1856 - 1941)  francez
- Pitagora din Samos (584 î.Hr. - 497 î.Hr.)  grec
- Platon        (427 î.Hr. - 347 î.Hr.)  grec
- Julius Plücker      (1801 - 1868)  german
- Henri Poincaré      (1854 - 1912)  francez
- Siméon Denis Poisson (1781 - 1840)  francez
- Dimitrie Pompeiu    (1873 -  1954)  român
- Jean-Victor Poncelet  (1788 - 1867)  francez
- Tiberiu Popoviciu   (1906 - 1975)  român
- Proclus    (410 - 485)   grec
- Ptolemeu (Claudios Ptolomaios)  (85 - 168)  grec

## Q
- Adolphe Quetelet  (1796 - 1874)  belgian

## R
- Bernhard Riemann 1826 - 1866)  german
- Frigyes Riesz    (1880 - 1956)  ungur
- Michel Rolle     (1652 - 1719)  francez
- Bertrand Russel  (1872 - 1970)  englez

## S
- Corrado Segre     (1863 - 1924)  italian
- Francesco Severi  (1879 - 1961)  italian
- Simon Stevin      (1548 - 1620)  olandez
- James Stirling    (1696 - 1770)  scoțian
- Simion Stoilow    (1887 - 1961)  român
- George Gabriel Stokes   (1819 - 1903)  englez

## T
- Thabit ibn Qurra (826 - 901), arab
- Thales din Milet (624 î.Hr. - 546 î.Hr.) grec
- Niccolò Tartaglia      (1499-1557) italian
- Brook Taylor           (1685 - 1731)   englez
- Nicolae Teodorescu     (1908 - 2000)   român

## Ț
- Gheorghe Țițeica       (1873 - 1939)   român

## V
- Abul Vefa (Mohamed ben Mohamed) (940 - cca. 998) persan
- Ion Văduva (1936 - 2023) român
- Victor Vîlcovici  (1885 - 1970)  român
- Francois Viete (Vieta)  (1540 - 1603) francez
- Adrien Vlacq  (1600 - 1667)  francez
- Vito Volterra  (1860 - 1940)  italian
- Gheorghe Vrânceanu  (1900 - 1979)  român

## W
- William Wallace  (1768 - 1843)  englez
- John Wallis       (1616 - 1703)  englez
- Edward Waring     (1734 - 1798)  englez
- Karl Weierstrass  (1815 - 1897)  german
- Hermann Weyl      (1885 - 1955)  german
- Alfred North Whitehead  (1861 - 1947)  englez
- Josef Maria Wronski     (1778 - 1853)  polonez

## Z
- Zenon din Elea (490 - 430) grec
- Ernst Zermelo (1871 - 1953) german